# Пенобскот (индейская резервация)
Пенобскот (англ. Penobscot Reservation), также Пенобскот-Индиан-Айленд (англ. Penobscot Indian Island Reservation) — индейская резервация, расположенная в центрально-восточной части штата Мэн, США.

## История
В 1605 году земли племени пенобскот посетил французский путешественник Самюэль де Шамплен. Среди индейцев поселились французские католические миссионеры, которые  построили миссию на месте современного города Бар-Харбор. В 1613 году англичане совершили налёт на побережье Мэна и сожгли миссию.
Массовая иммиграция англичан, вторгающихся на земли коренных американцев, вызвала войну между индейцами и колонистами в 1675 году, в которой участвовали пенобскот. Пять индейских племён в регионе создали Вабанакскую конфедерацию, чтобы сформировать политический и военный союз с Новой Францией и остановить экспансию англичан. Когда началась Война с французами и индейцами  губернатор Массачусетс-Бэя Спенсер Фипс назначил награду за скальпы пенобскот — 40 фунтов за мужской скальп, 25 фунтов за скальп женщины и 20 фунтов за скальп ребёнка.
Во время Американской революции племя поддержало «патриотов» и сыграло важную роль в вооружённых столкновениях, происходивших возле границы между Британской Канадой и Соединёнными Штатами. В 1790
году Конгресс США принял закон об установлении границ индейских резерваций, в том числе и резервации Пенобскот, а в 1818 году договор между племенем пенобскот и штатом Массачусетс окончательно подтвердил её границы.

## География
Резервация расположена почти полностью в округе Пенобскот на нескольких островах реки Пенобскот, самым большим из которых, является Индиан-Айленд. Она простирается вдоль 15 городов и двух неорганизованных территорий, небольшая необитаемая часть резервации находится на юго-западе округа Арустук.
Штаб-квартира племени находится на острове Индиан-Айленд. Общая площадь резервации составляет 57,83 км², из них 19,62 км² приходится на сушу и 38,21 км² — на воду.

## Демография

### 2000 год
Согласно федеральной переписи населения 2000 года в резервации проживало 562 человека, насчитывалось 214 домашних хозяйств и 263 жилых дома. Плотность населения составляла 9,72 чел./км².  Расовый состав по данным переписи распределился следующим образом: 14,59 % белых, 84,88 % индейцев и 0,53 % представителей двух или более рас. Испаноязычные или латиноамериканцы любой расы составили 0,53 %. 92,71 % населения резервации считало английский язык родным и использовало его дома, 7,29 % — язык абенаки.
Из 214 домашних хозяйств в 44,4 % — воспитывали детей в возрасте до 18 лет, 35 % — представляли собой совместно проживающие супружеские пары, в 25,2 % — проживали женщины-домохозяйки без мужа, и 26,6 % — не имели семей. 22,4 % домохозяйств состояли из одного человека, и в 7 % проживал один человек в возрасте 65 лет и старше.
Население резервации по возрастному диапазону распределилось следующим образом: 33,3 % — жители младше 18 лет, 6,6 % — от 18 до 24 лет, 31,3 % — от 25 до 44 лет, 19,2 % — от 45 до 64 лет, и 9,6 % — в возрасте 65 лет и старше. На каждые 100 женщин приходилось 92,5 мужчин.
Средний доход на одно домашнее хозяйство в индейской резервации составлял 24 653 доллара США, а средний доход на одну семью — 24 000 долларов. Мужчины имели средний доход в 34 500 долларов в год против 23 194 доллара среднегодового дохода у женщин.  Доход на душу населения в резервации составлял 13 704 доллара в год. Около 23,5 % семей и 22,7 % всего населения находились за чертой бедности, в том числе 28,3 % тех, кому ещё не исполнилось 18 лет, и 6,1 % старше 65 лет.

### 2020 год
В 2020 году в резервации проживало 370 человек. Расовый состав населения: белые — 10,8 %, афроамериканцы — 0,8%, коренные американцы (индейцы США) — 69,5 %, представители других рас — 0,8 %, представители двух или более рас — 18,1 %; испаноязычные или латиноамериканцы любой расы составили 4,9 %. Плотность населения составляла 6,4 чел./км².